# ファッルーフ・ヌルリバエフ
ファッルーフ・ヌルリバエフ (ラテン文字:Farrukh Nurlibaev、ウズベク語: Farrux Nurliboev / Фаррух Нурлибоев、ロシア語: Фаррух Нурлибаев、1991年1月6日 - ) は、ウズベキスタンのプロサッカー選手である。ポジションはDF。「ファッルーフ・ヌルリボエフ」と表記されることもある。

## 概要
サッカーウズベキスタン代表には2010年から招集されており、AFCアジアカップ2011では1試合に出場している。